# Propaan-1-ol
Propaan-1-ol is een primair alcohol dat voornamelijk gebruikt wordt als oplosmiddel in de organische chemie en als schoonmaakmiddel. Het is een ontvlambare en corrosieve kleurloze vloeistof.
Door aanwezigheid van de polaire hydroxylgroep is propaan-1-ol goed oplosbaar in water, omdat er waterstofbruggen kunnen gevormd worden. Het is een isomeer van propaan-2-ol.